# Goonhilly Satellite Earth Station

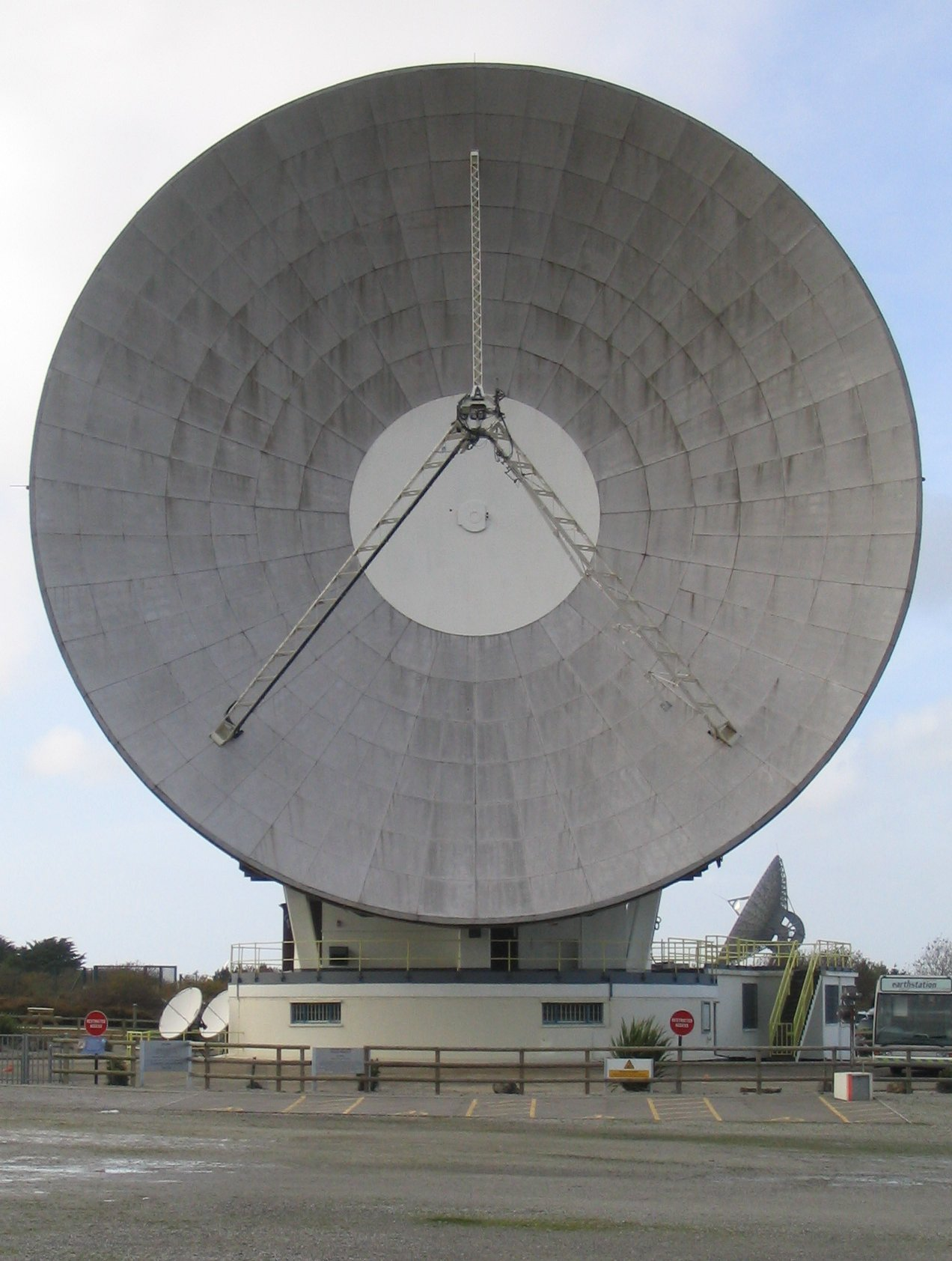
Arthur, die älteste Parabolantenne der Erdfunkstelle

Die Goonhilly Satellite Earth Station (deutsch: Goonhilly-Satelliten-Erdfunkstelle) ist eine Erdfunkstelle und eine Deep-Space-Station auf der Lizard-Halbinsel in England. Zeitweise war sie die größte Satellitenbodenstation der Welt.

## Goonhilly als Einrichtung von British Telecommunications
Die Station wurde 1962 als eine der ersten Satellitenbodenstationen weltweit eröffnet und beinhaltete zunächst nur eine Satellitenantenne (Name: Arthur, Durchmesser 25,9 m). Sie ist mittlerweile die dienstälteste weltweit und steht unter Denkmalschutz (Grade II). Im Laufe der Zeit wuchs die Zahl der Antennen kontinuierlich. Die Antennen der Goonhilly Satellite Earth Station sind nach Figuren der Artus-Legende benannt. Die derzeit größte ist Merlin mit einem Durchmesser von 32 Metern. Sie ist auf Schienen gelagert, sodass sie einige Meter verschoben werden kann. Die auf dem Gelände vorhandenen 61 Satellitenantennen wurden zur Kommunikation genutzt, vor allem wurden Satellitentelefone vom Indischen und Atlantischen Ozean bedient, außerdem wurden sie zur Programmübertragung zu Satelliten (u. a. Eutelsat, Astra) verwendet. Zuletzt waren unter der Führung von BT noch 25 Antennen in Betrieb.
Der damalige Erbauer, Betreiber und Eigentümer British Telecommunications (BT) beschränkte sich seit Ende 2008 auf die Satellitenstation auf dem ehemaligen Stützpunkt der Royal Air Force in Madley (Herefordshire) und stellte den Betrieb in Goonhilly zu diesem Zeitpunkt aus finanziellen Gründen ein. Ein Besucherzentrum, das bis zu 80.000 Touristen pro Jahr über das Satellitenzentrum informierte, wurde zum März 2010 geschlossen.
Goonhilly ist nach wie vor ein internationales Kommunikationszentrum; mittels Unterwasserkabel (SEA-ME-WE 3) ist die Station mit vielen Teilen der Welt verbunden.

## Goonhilly in Betrieb von GES

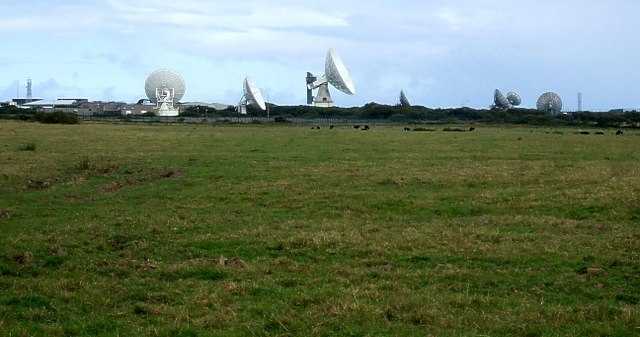
Panorama der Antennenanlagen

2014 erwarb die Goonhilly Earth Station Ltd (GES) die Station von BT. GES war von Ian Jones gegründet worden, der das Potenzial der Station erkannte und nutzen wollte. Jones konnte verhindern, dass die Antennenanlagen abgerissen und das Gelände wie geplant für Windkraftanlagen umgenutzt wird. Bereits vor dem Erwerb konnte GES über Verträge mit BT die Anlagen für die Bereitstellung von Satellitendiensten verwenden. In den Leasingverträgen bestand eine Option für den Kauf der gesamten Anlage, die 2014 ausgeübt wurde. Der Milliardär Peter Hargreaves von Hargreaves Lansdown investierte 2018 24 Millionen GBP.

## Deep-Space-Station
Gemäß einem Vertrag wurden 8,4 Millionen Pfund investiert und damit die 32-m- und 30-m-Antennen ertüchtigt, um mit den ESA- und NASA-Antennennetzen zusammenarbeiten zu können. Diese Antennen stellen Empfangskapazitäten für kommende ESA-Missionen bereit. Als erste kommerzielle Tiefraumantennen sollen sie zur Kommunikation und für Entfernungsmessungen jenseits der geostationären Umlaufbahn genutzt werden können. Damit können zukünftige Mond- und Marsmissionen begleitet werden sowie Missionen zu den Lagrange-Punkten L1 und L2. 
Das Design erlaubt außerdem auf Kundenwunsch proprietäre Einrichtungen zu installieren und zu betreiben. Zum ersten Mal kann damit eine Station des Vereinigten Königreichs direkt mit Deep-Space-Missionen kommunizieren. Die Anlagen entsprechen dabei CCSDS, sodass die Dienste anderen Weltraumagenturen angeboten werden können. Die 32-Meter-Antenne wurde am 11. Juni 2021 offiziell eingeweiht.

## Lunar Path Finder
Das Projekt Lunar Pathfinder wird zusammen mit ESA und Surrey Satellite Technology (SSTL) entwickelt. Lunar Pathfinder wird zum ersten Mal kommerzielle Kommunikation anbieten für Mondmissionen. Kunden können mit Lunar Pathfinder die Kommunikation einkaufen für Mondmissionen zu den Polen oder auf der Mondrückseite, ohne einen eigenen Relaissatelliten betreiben zu müssen. Der Datenservice wird über S-Band und UHF angeboten und eine Datenverbindung von Lunar Pathfinder zur Erde im X-Band. Der Betrieb und die Kommunikation wird von Goohilly aus erfolgen.

## Antennen
- Die 32-Meter-Antenne GHY-6 (Merlin) für S- und X-Band.[7]
- Die 30-Meter-Antenne GHY-3 (Guinevere) für X-Band.[7] Der Empfänger wird bei 8 Kelvin (-265º Celsius) betrieben und wurde von Goonhily und der Universität von Oxford entwickelt. Die 30-Meter-Antenne entspricht in ihren Daten damit einer 50-Meter-Antenne mit ungekühltem Empfänger. Die Antenne hat einen breiteren Empfangsbereich von 4–9 GHz und kann für Radioastronomie, Kommunikation mit kommerziellen Satelliten, Space Situational Awareness und Deep Space Kommunikation eingesetzt werden.[8]

- Die 26-Meter Antenne GHY-1 (Arthur) wird mit einer 10-GBit/s-Glasfaserverbindung in das Jodrell-Bank-e-MERLIN-Netzwerk integriert, sodass sie im Verband mit anderen Antennen als Radioteleskop operieren und an VLBI teilnehmen kann. Mit der Integration von Goonhilly wird nicht nur die Empfindlichkeit des Netzwerks gesteigert, sondern durch die Verlängerung der Nord-Süd-Basislinie um 400 km mit Antennen in Cheshire und Cambridge auch die Auflösung mehr als verdoppelt.[9]